# Muzeum Thyssenů-Bornemiszů
Muzeum Thyssen-Bornemiszů (španělsky Museo Thyssen-Bornemisza, [muˈse.o ˈtisem boɾneˈmisa]) je galerie v Madridu. Budova muzea se nachází na ulici Paseo del Prado. 
Muzeum je pojmenované po svém zakladateli a mecenáši umění, baronu Hansi Heinrichu Thyssenovi-Bornemiszovi de Kászon, který také spolu se svým otcem Heinrichem shromáždil vystavené sbírky. Muzeum patří k tzv. Zlatému trojúhelníku umění v Madridu (společně s Museo del Prado a Museem královny Sofie).
Muzeum bylo otevřeno 8. října 1992 za přítomnosti krále Juana Carlose I. a jeho manželky Sofie. Většinu sbírek roku 1993 získal španělský stát. Exponáty pokrývají obrazy od rané italské renesance po pop-art 20. století.

## Ukázky vystavených obrazů

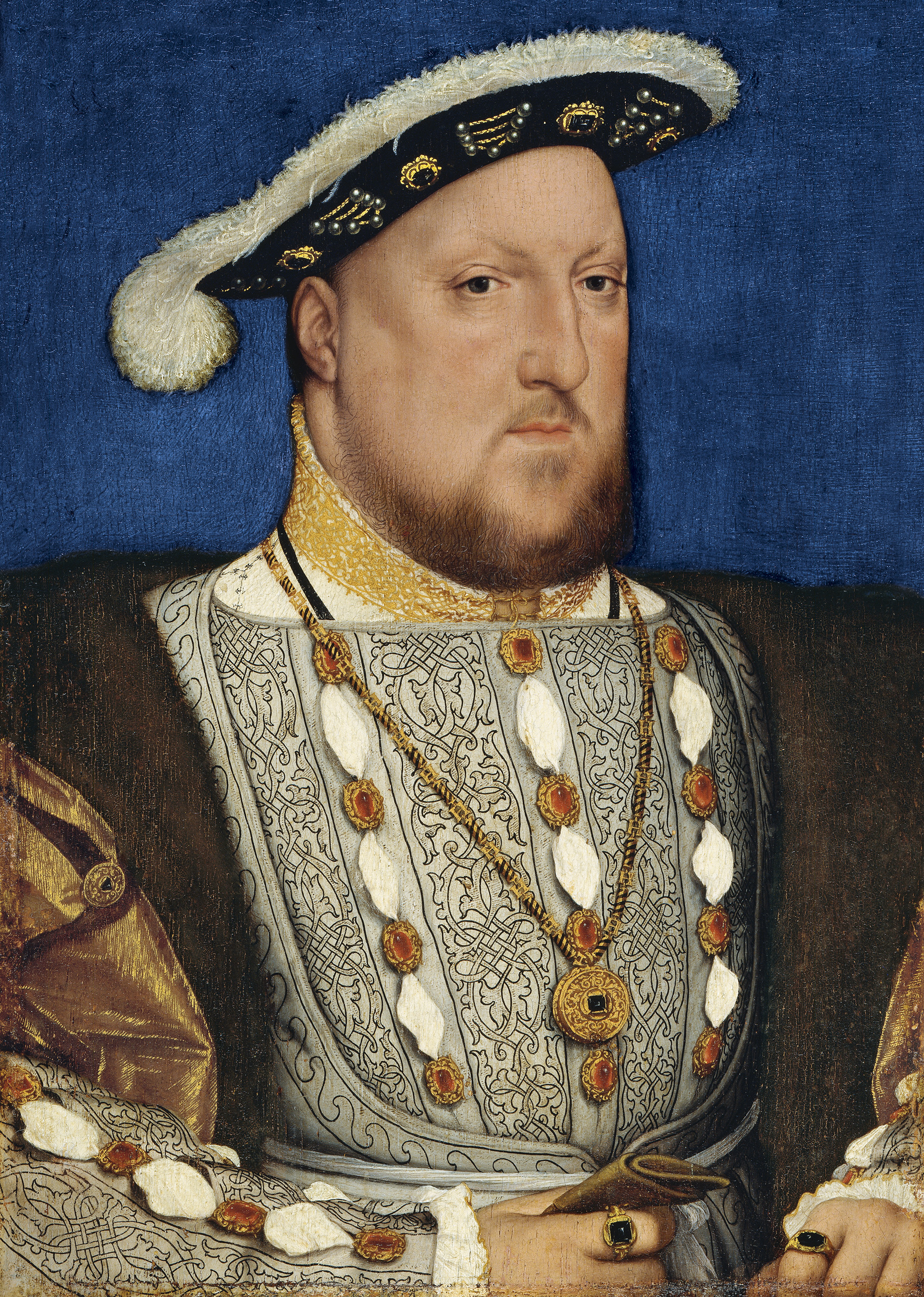
Hans Holbein mladší: Jindřich VIII.
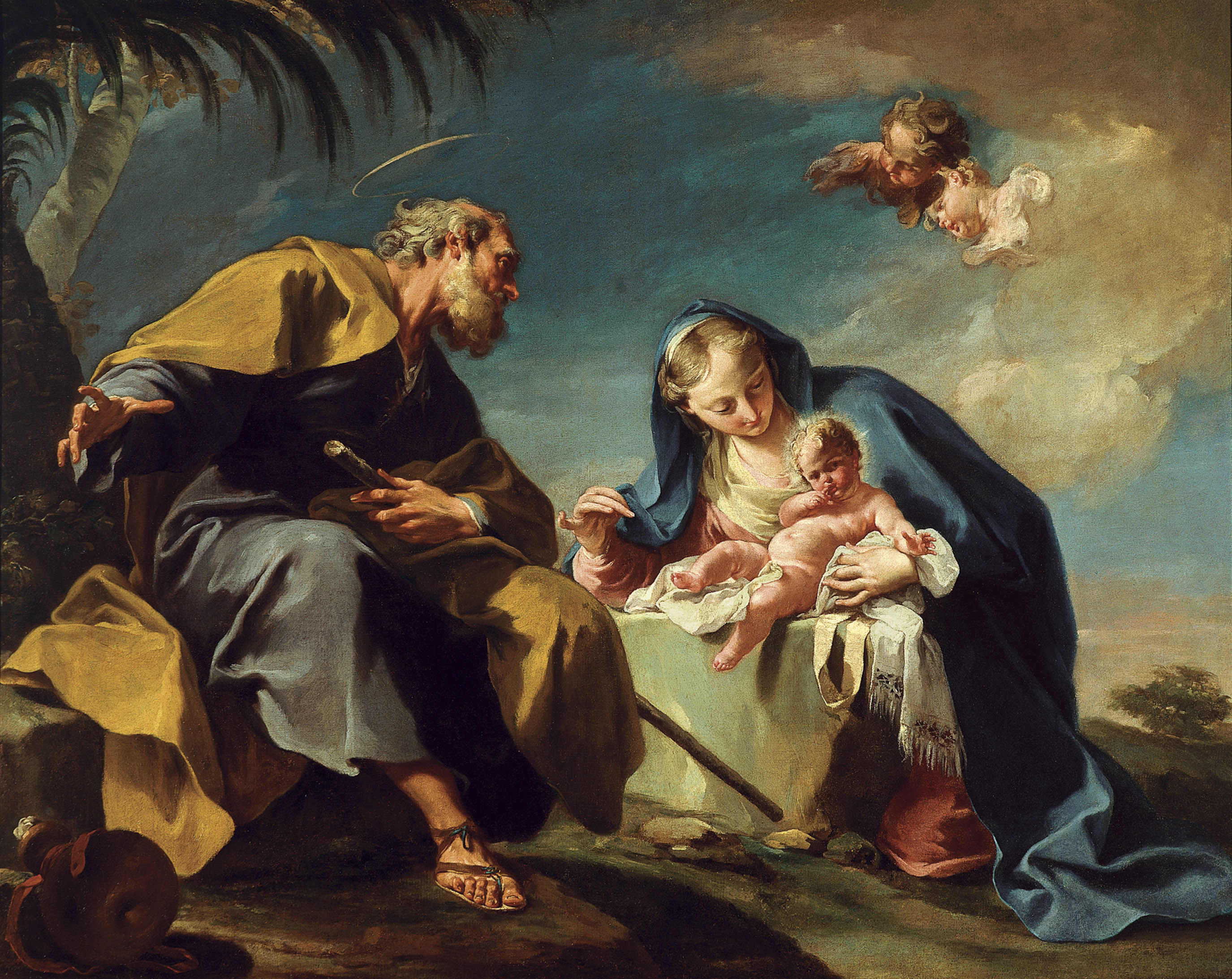
Giambattista Pittoni: Odpočinek na útěku do Egypta
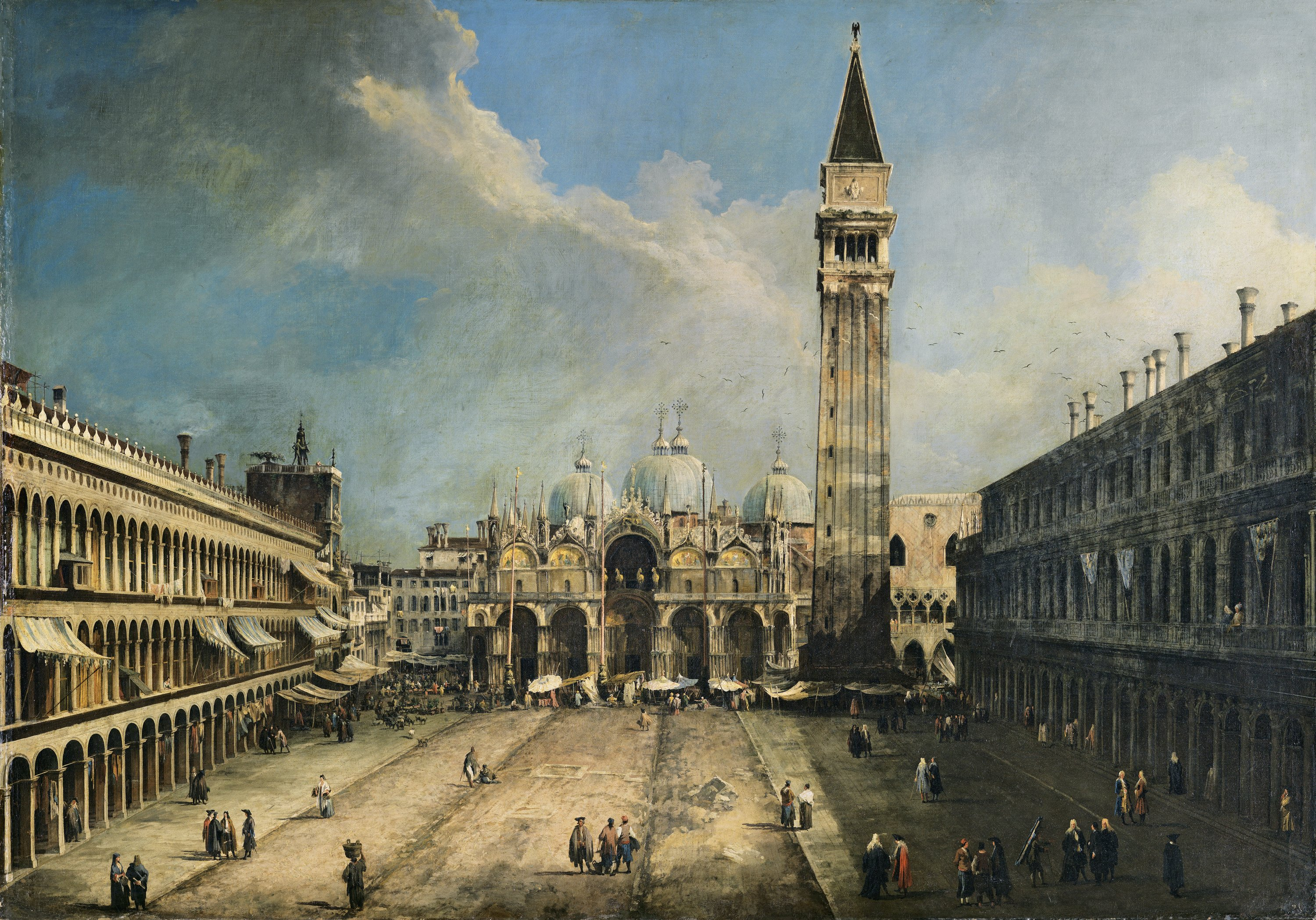
Canaletto: Piazza San Marco
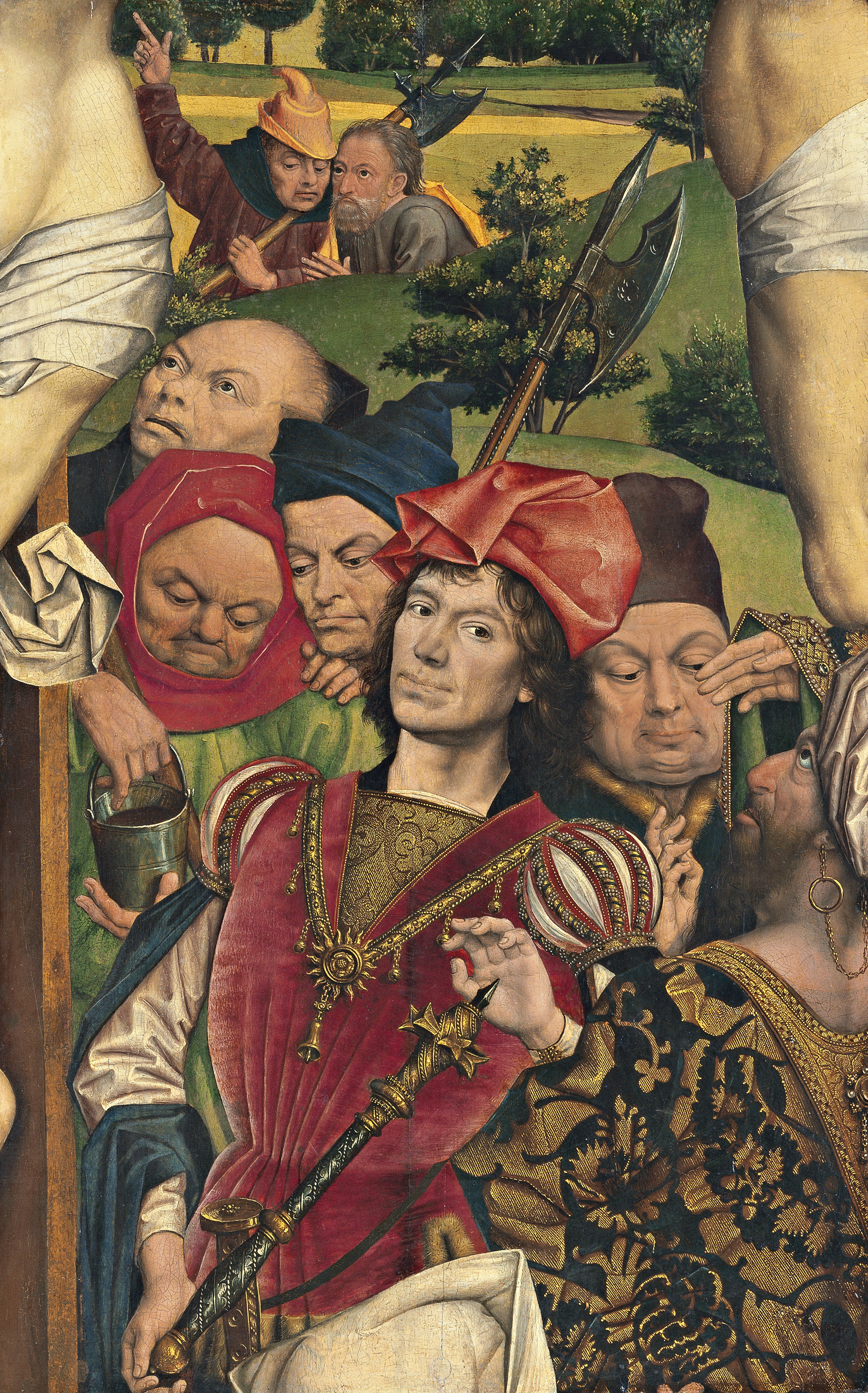
Derick Baegert: Setník pod křížem
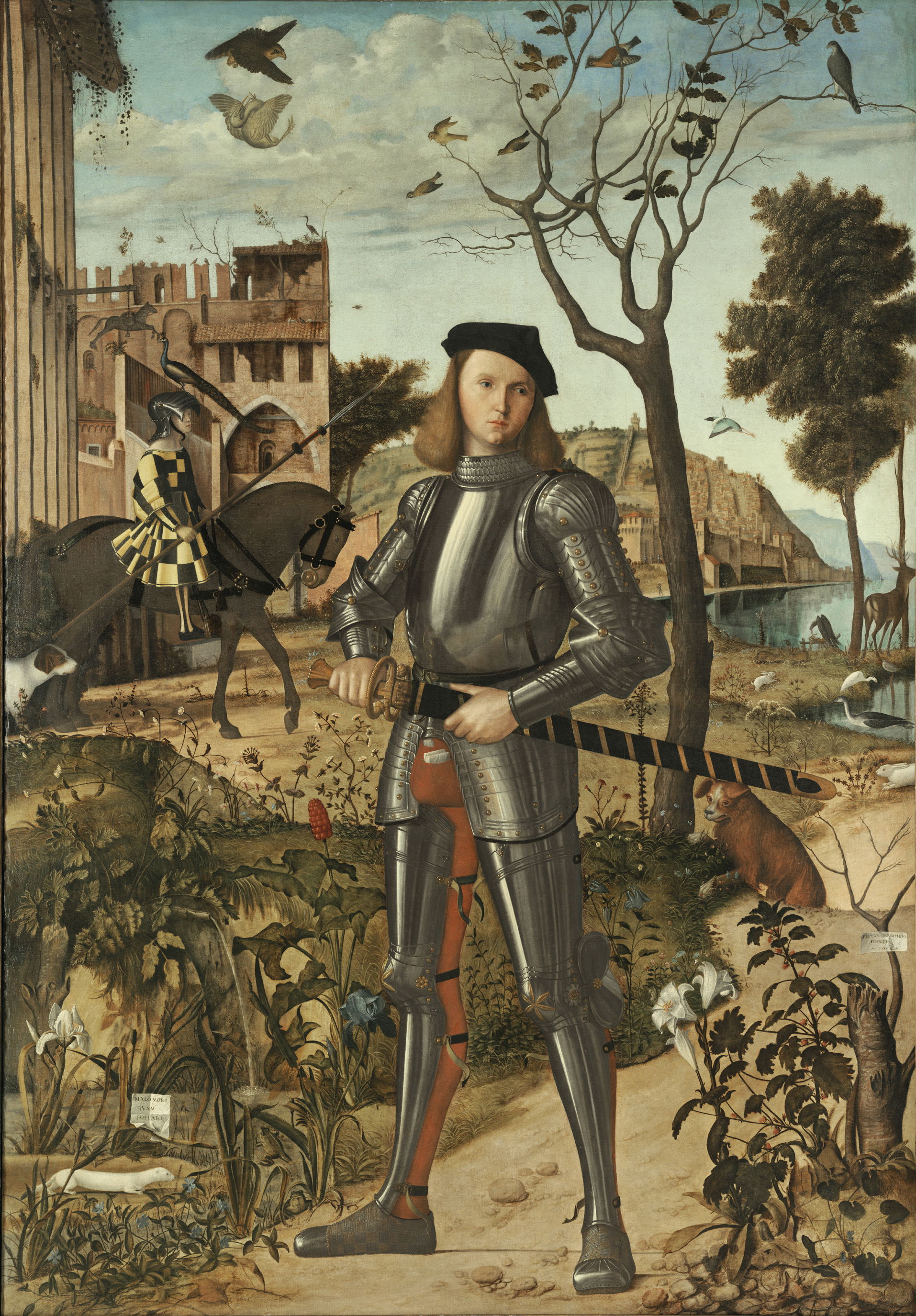
Vittore Carpaccio: Portrét rytíře
Lucas Cranach starší: Odpočívající rusalka
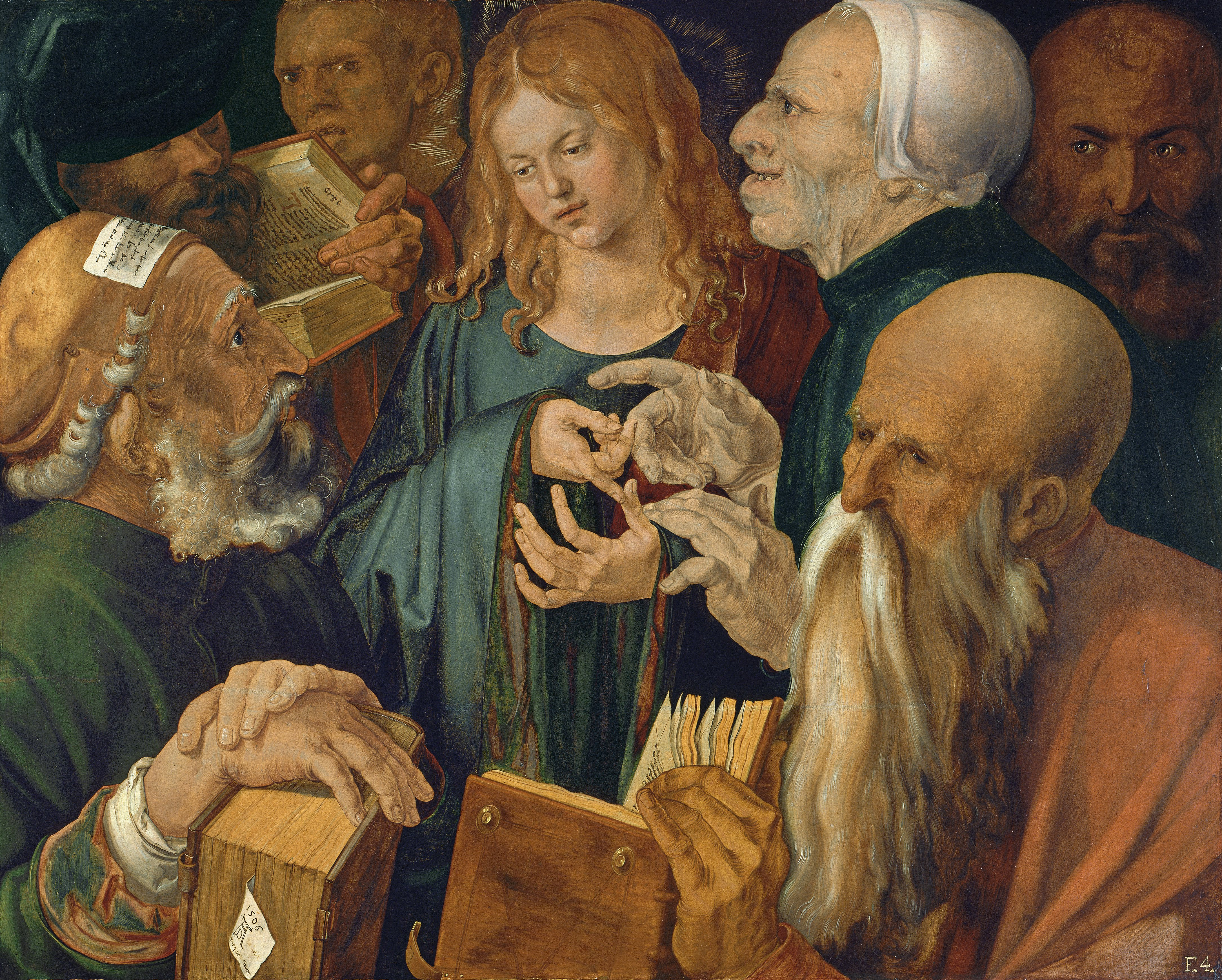
Albrecht Dürer: Dvanáctiletý Ježíš mezi zákoníky
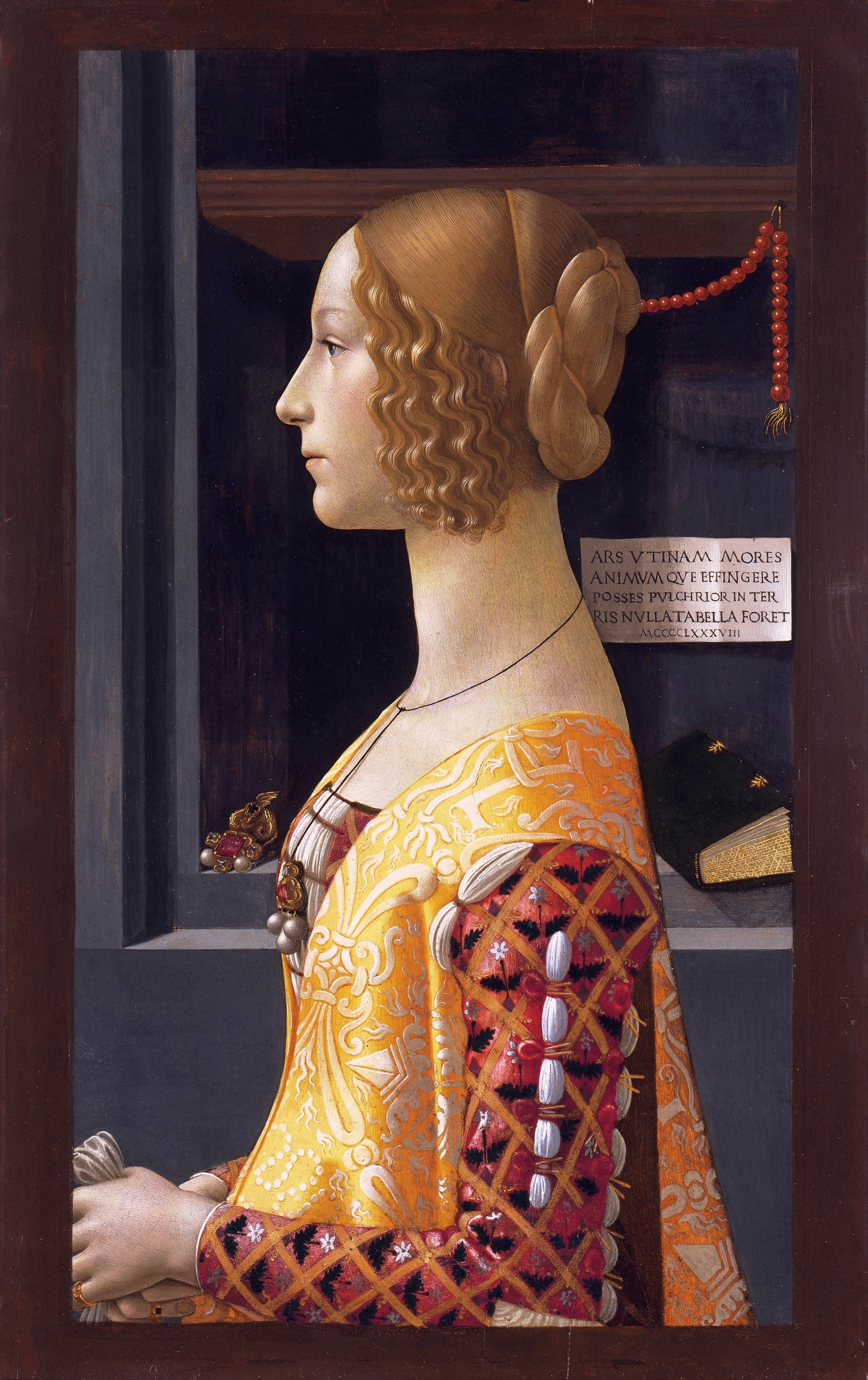
Domenico Ghirlandaio: Giovanna Tornabuoni
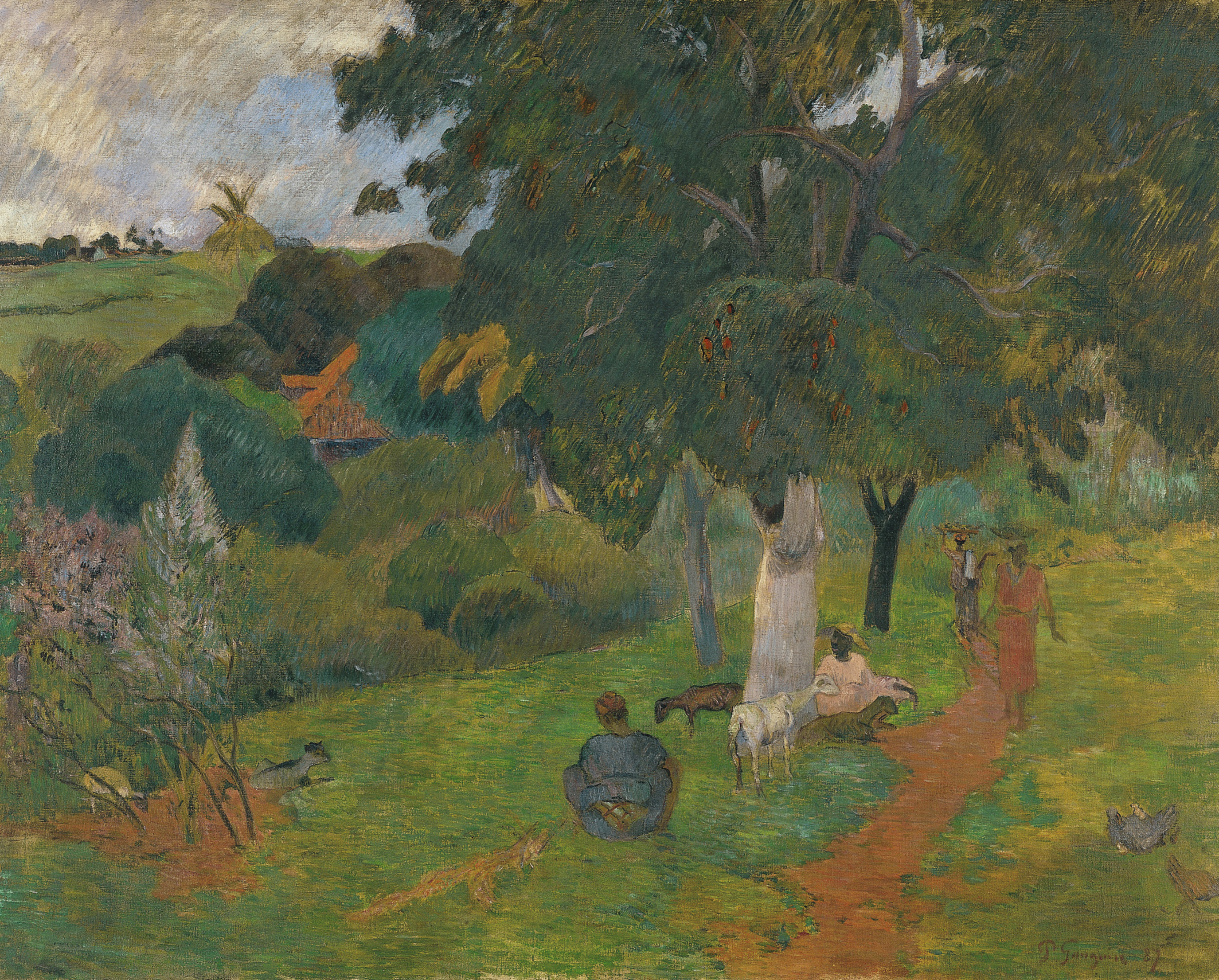
Paul Gauguin: Přijít a odejít
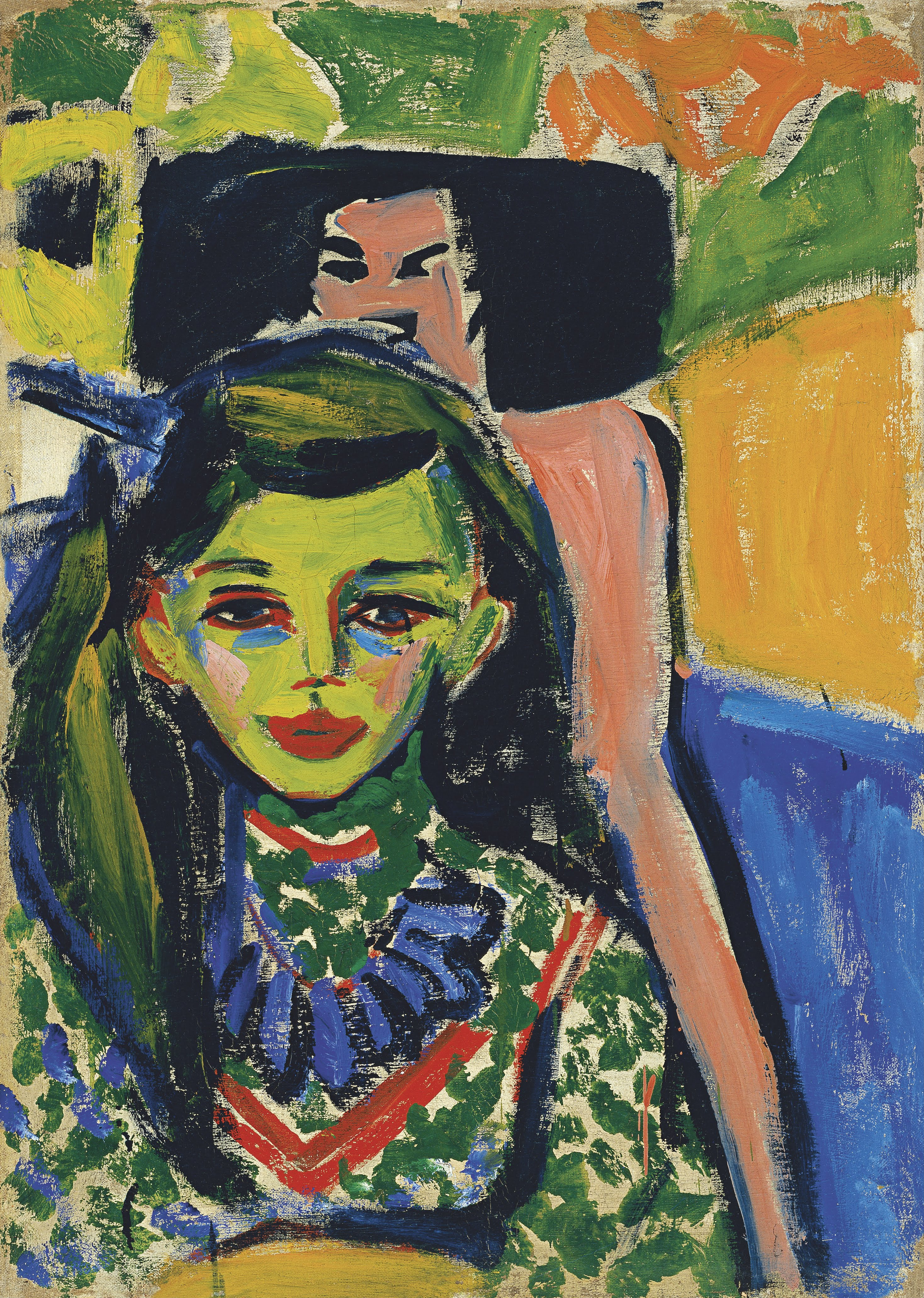
Ernst Ludwig Kirchner: Fränzi před vyřezávaným křeslem
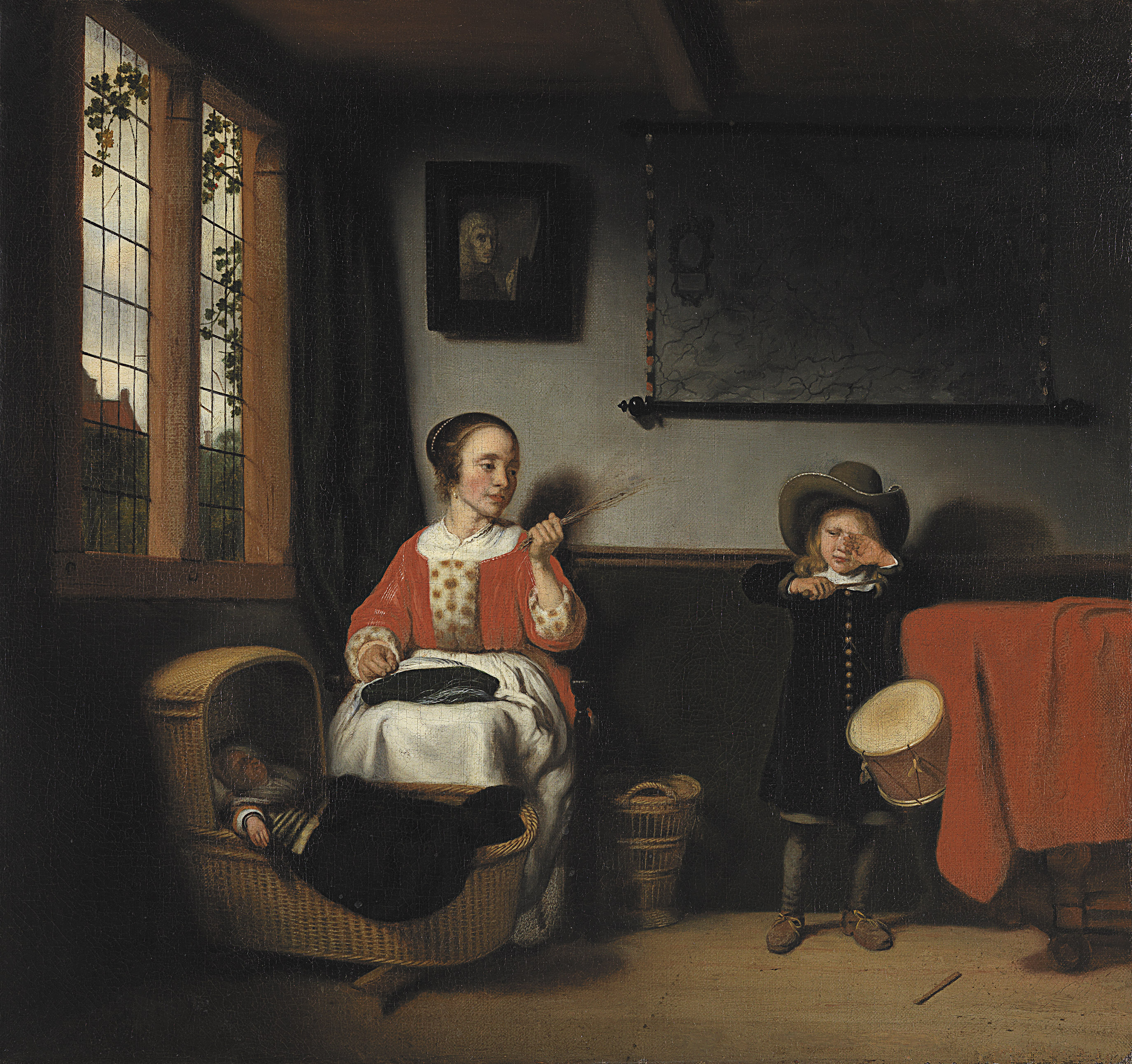
Nicolaes Maes: Nezbedný bubeník
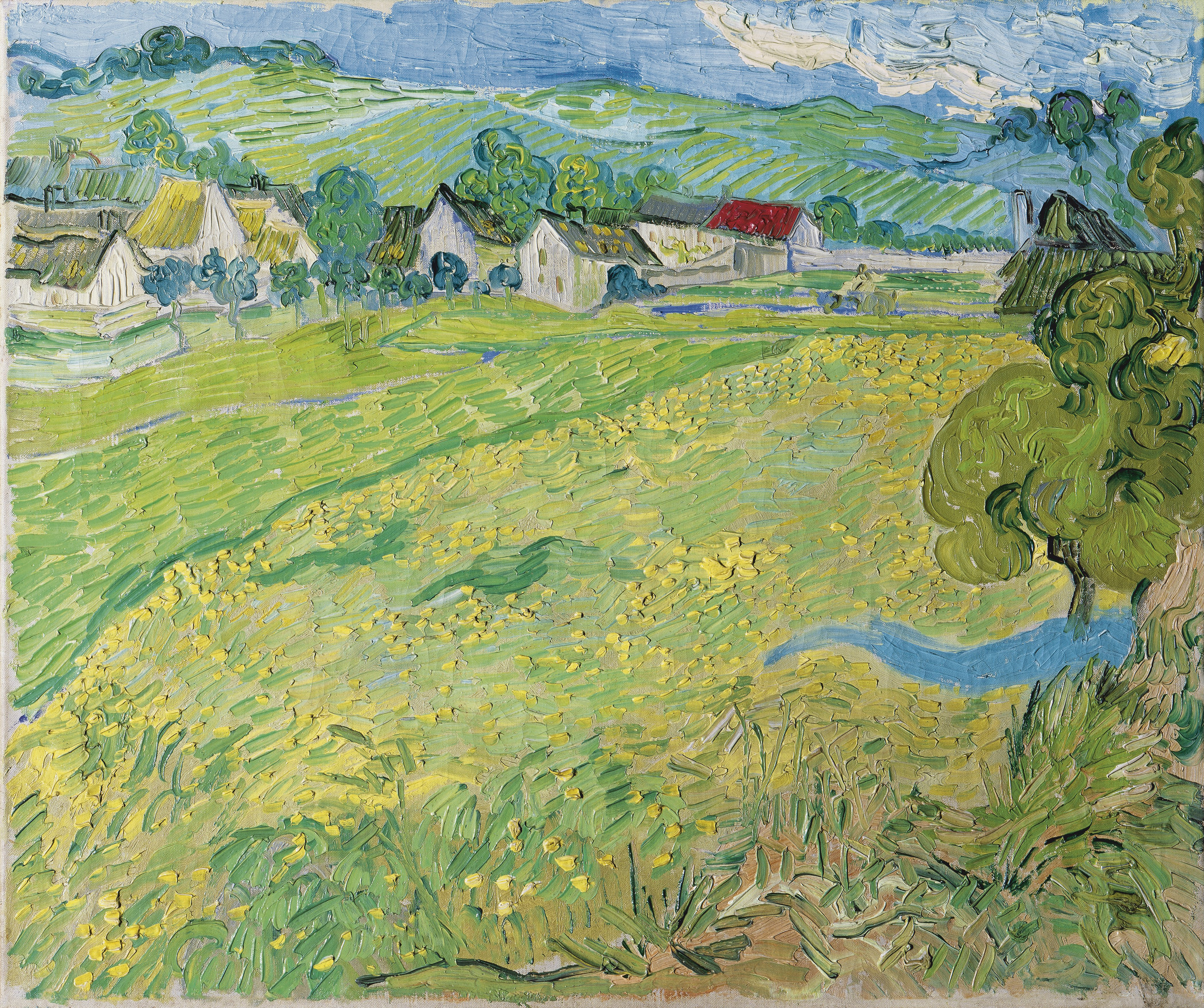
Vincent van Gogh: Les Vessenots, Auvers
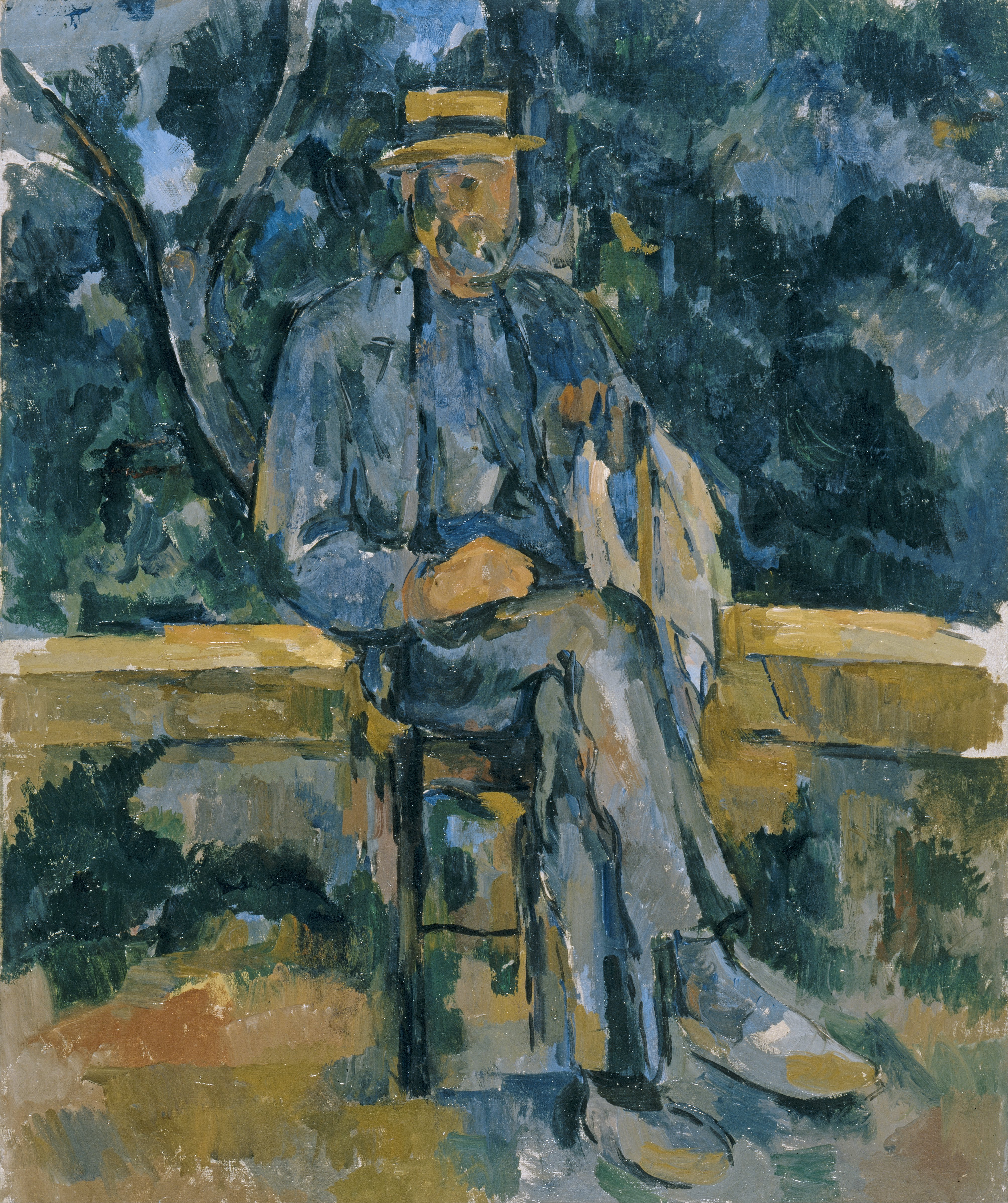
Paul Cézanne: Portrait du paysan
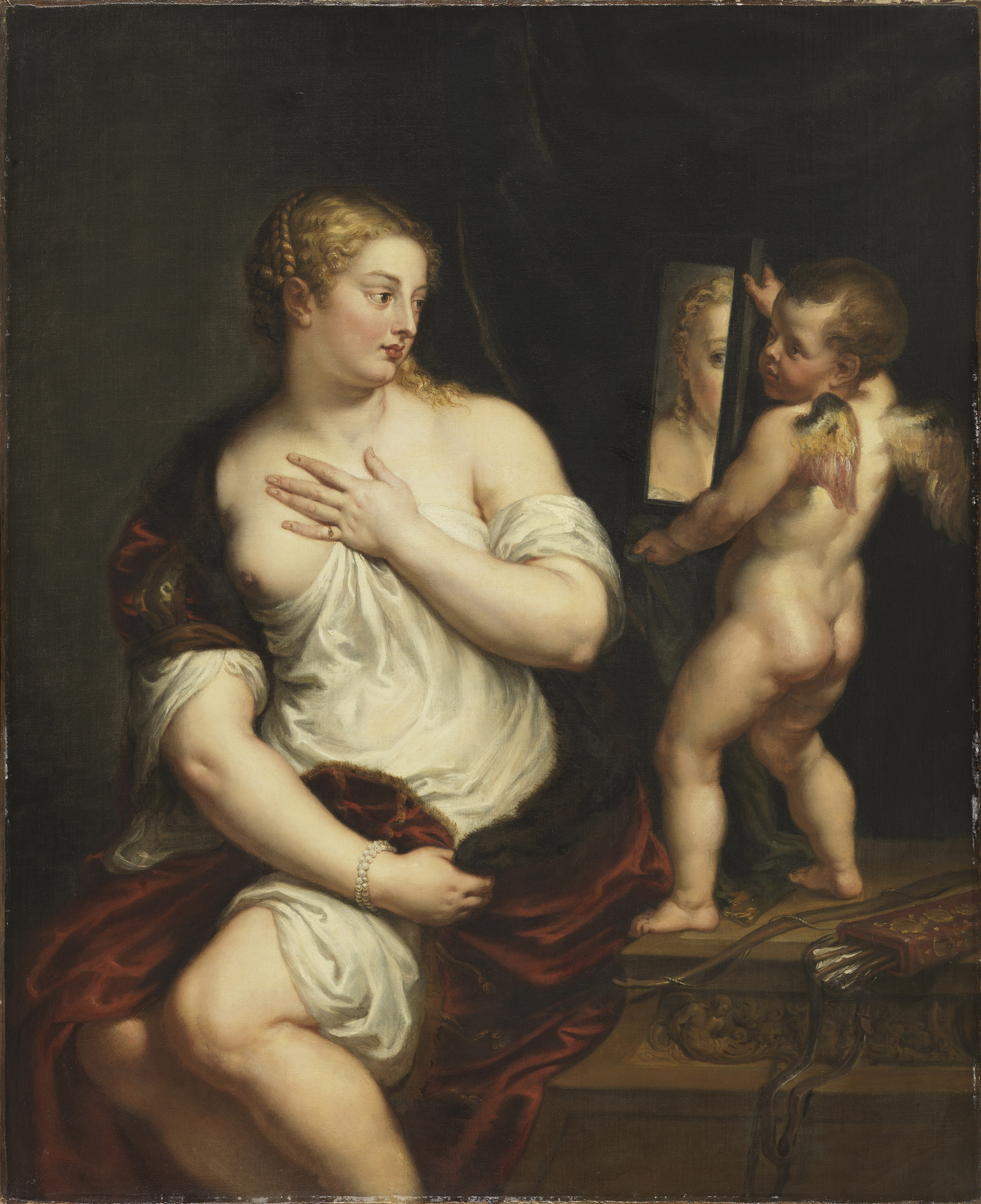
Peter Paul Rubens:Venuše a Cupido se zrcadlem
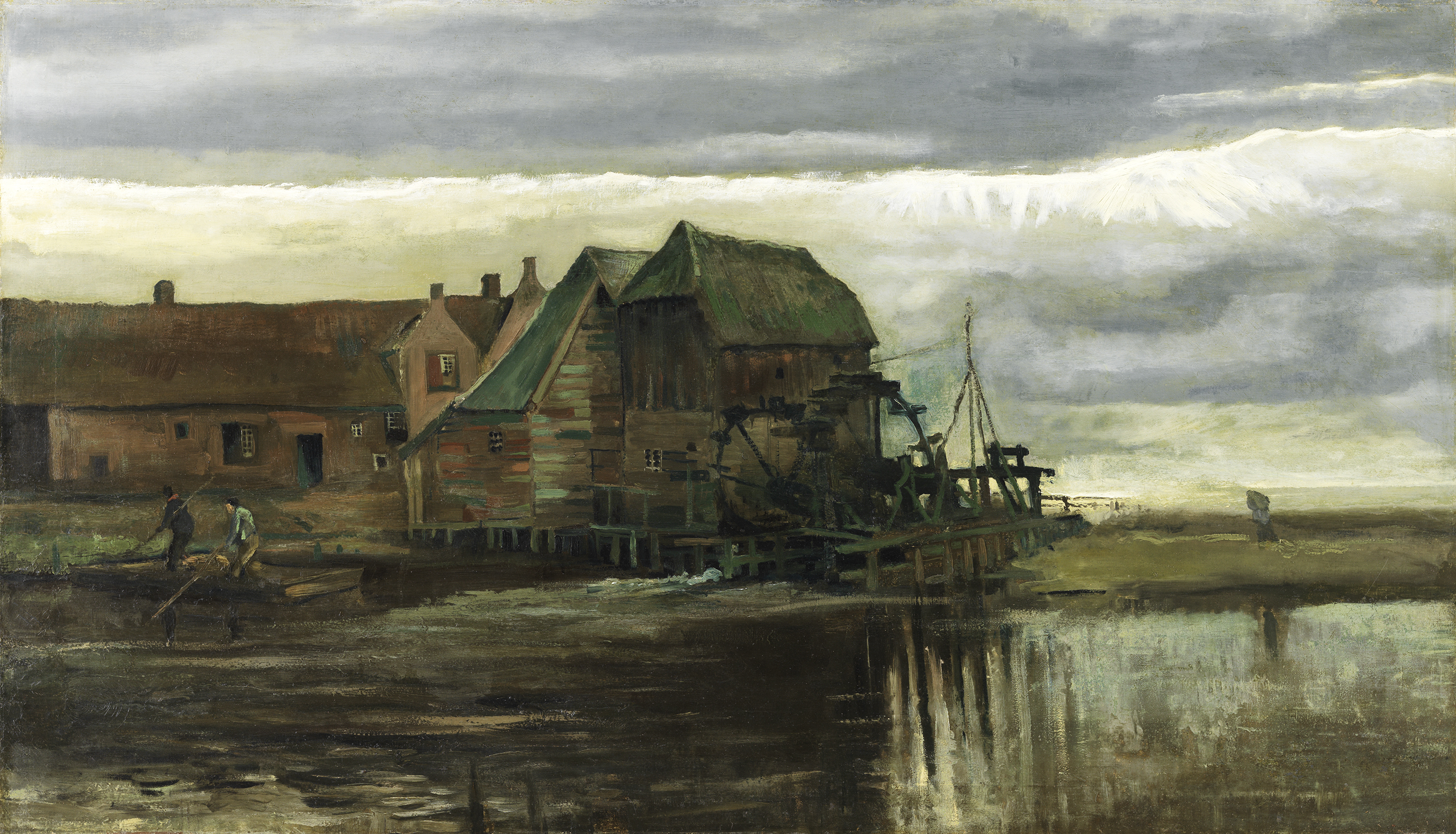
Vincent van Gogh: Mlýn v Gennepu
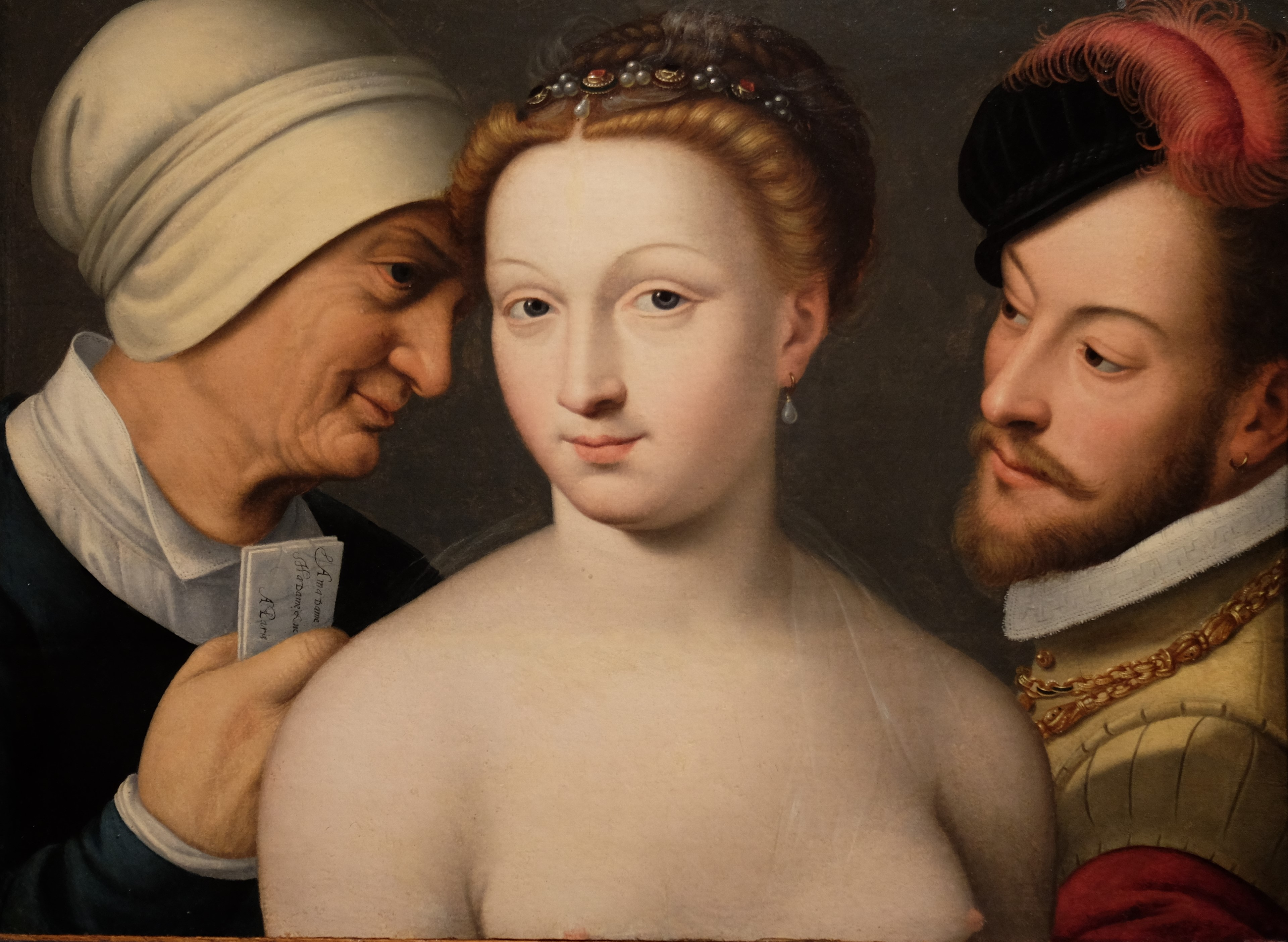
François Clouet: La carta amorosa
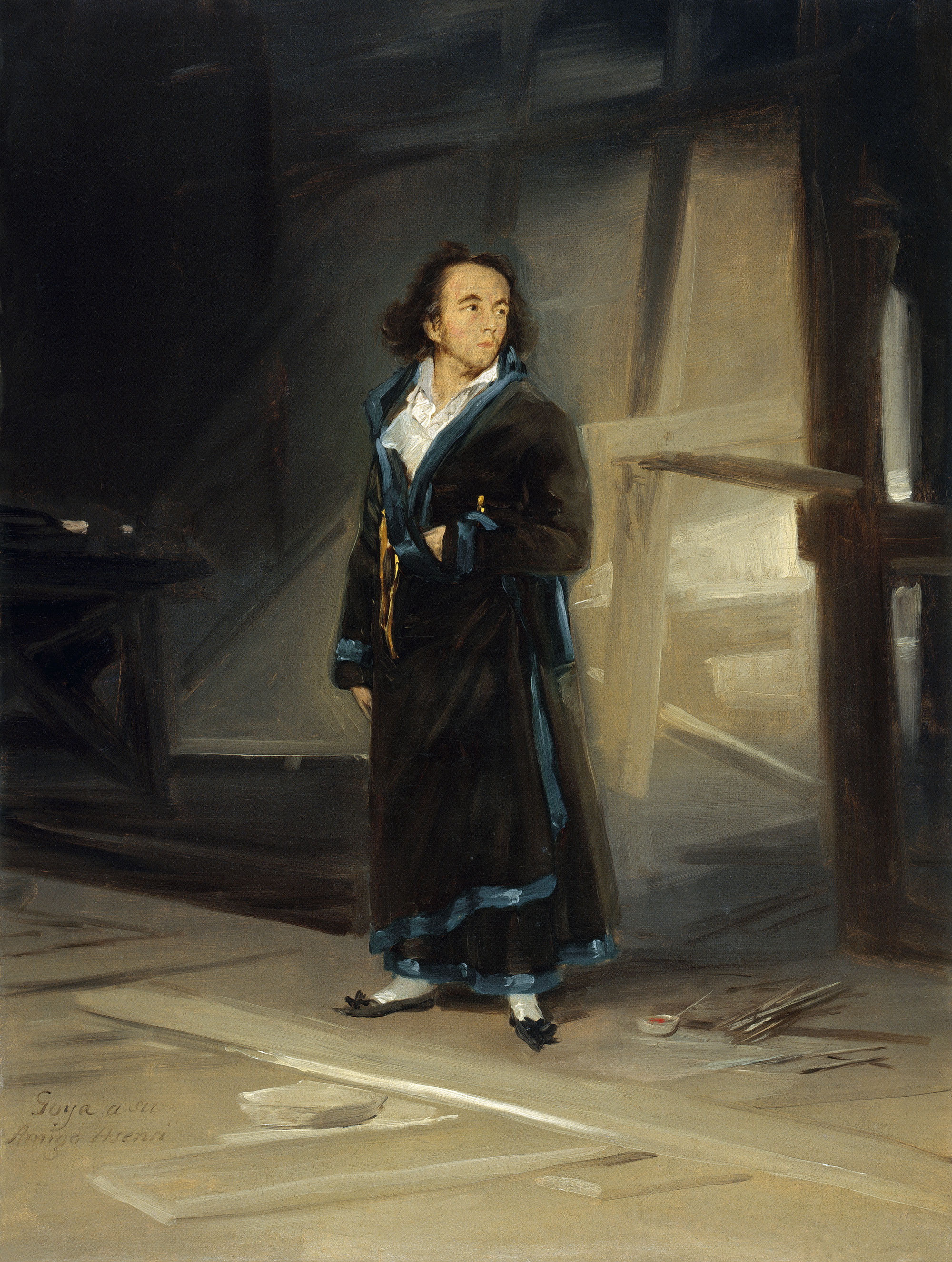
Francisco de Goya: Asensio Julià
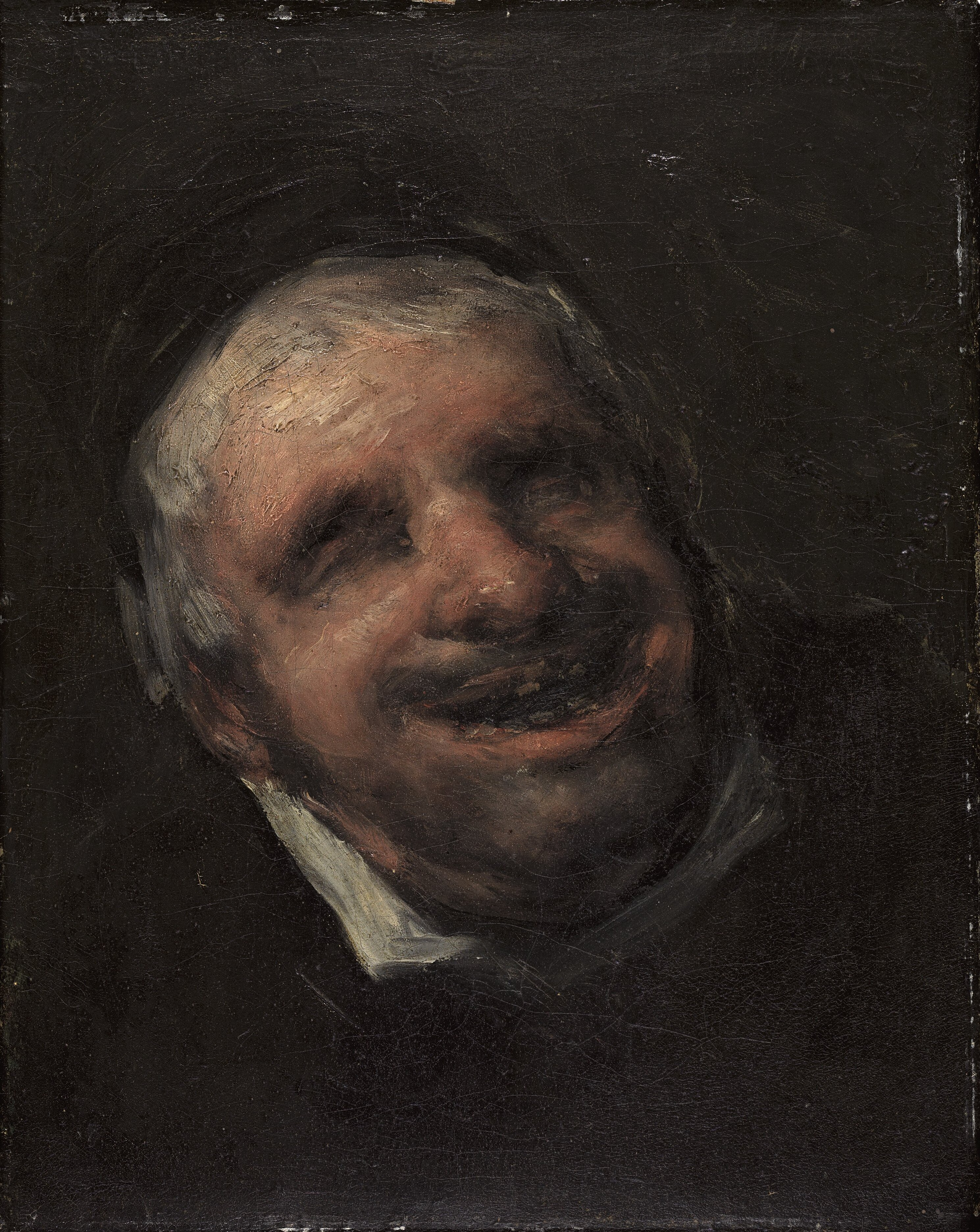
Francisco de Goya: El Tío Paquete